# I Can't Go for That (No Can Do)
I Can't Go for That (No Can Do) è un singolo del duo statunitense Hall & Oates, pubblicato il 14 dicembre 1981 come secondo estratto dal decimo album in studio Private Eyes.
La canzone è stata scritta da Sara Allen, Daryl Hall e John Oates.

## Tracce
7"
1. I Can't Go for That (No Can Do)
2. Unguarded Minute

## Altri usi
Nel 1988 il trio rap De La Soul ha inciso il brano Say No go utilizzando la base musicale del brano. 
Parte del brano è campionata nel singolo Sunrise dei Simply Red del 2003, nel singolo On Hold di The xx del 2016 ed è stata fatta una versione italiana da Ron chiamata Hai capito o no? inserita nell'album Tutti cuori viaggianti.

## Classifiche
| Classifica (1982) | Posizione raggiunta |
| ----------------- | ------------------- |
| Regno Unito       | 8                   |
| Stati Uniti       | 1                   |